# Église Saint-Médard de Dury
L'église Saint-Médard de Dury est une église située à Dury, en France.

## Localisation
L'église est située sur la commune de Dury, dans le département de l'Aisne.